# 메리 앨리스
메리 앨리스(영어: Mary Alice, 1936년 12월 3일~2022년 7월 27일)는 미국의 배우이다.

## 출연 작품

### 영화
- 《왓 아이 원트 마이 워즈 투 두 투 유》(2003년)
- 《매트릭스 3 - 레볼루션》(2003년)
- 《선샤인 스테이트》(2002년)
- 《더 위싱 트리》(1999년)
- 《다운 인 더 델타》(1998년)
- 《미스터 플라워》(1996년)
- 《잉크웰》(1994년)
- 《스타 만들기》(1993년)
- 《퍼펙트 월드》(1993년)
- 《투 슬립 위드 앵거》(1990년)
- 《허영의 불꽃》(1990년)
- 《사랑의 기적》(1990년)
- 《할렘가의 아이들》(1984년)
- 《스파클》(1976년)
- 《소니 카슨의 교육》(1974년)
- 《샌포드 앤 선》(1972년)